# Озим, Игор
Игор Озим (словен. Igor Ozim; 9 мая 1931, Любляна — 23 марта 2024, Зальцбург) — словенский скрипач и музыкальный педагог. Лауреат Премии имени Франце Прешерна, награждён Орденом Свободы (2001).

## Биография и карьера
Родился в музыкальной семье — родители играли на фортепиано, а брат на скрипке. В 5 лет начал брать частные уроки у Леона Пфайфера, ученика Отакара Шевчика в Академии музыки Любляны. Официально поступил в класс Пфайфера в 8 лет. В 1949 году получил стипендию Британского консула для учёбы в Великобритании. Провел три месяца в Королевском колледже музыки в Лондоне, изучая Скрипичный концерт Э.Элгара под руководством Альберта Саммонса, затем последовали два года обучения у Макса Росталя.
В 1951 году стал победителем лондонского конкурса молодых скрипачей имени Карла Флеша, после чего выступил с сольным концертом в Вигмор-холле Дебютировал с Королевским ливерпульским симфоническим оркестром под управлением Хуго Ригнольда, исполнив Скрипичный концерт Ф. Мендельсона.
В 1953 году стал победителем Международного конкурса ARD в Мюнхене.
С середины 1950-х гг. интенсивно концертировал по всему миру.
В репертуаре скрипача было около 60 скрипичных концертов, а также огромный камерный репертуар. Исполнитель многих премьер, ему посвящено множество произведений современных авторов. Выступал с такими оркестрами, как Берлинский филармонический оркестр, Лондонский филармонический оркестр, Симфонический оркестр Би-би-си, Варшавский филармонический оркестр и многие другие.
С 1960 года профессор Высшей музыкальной школы в Любляне, с 1963 года в Кёльнской Высшей школе музыки, с 1985 года в Бернской консерватории. Преподавал также в зальцбургском Моцартеуме.

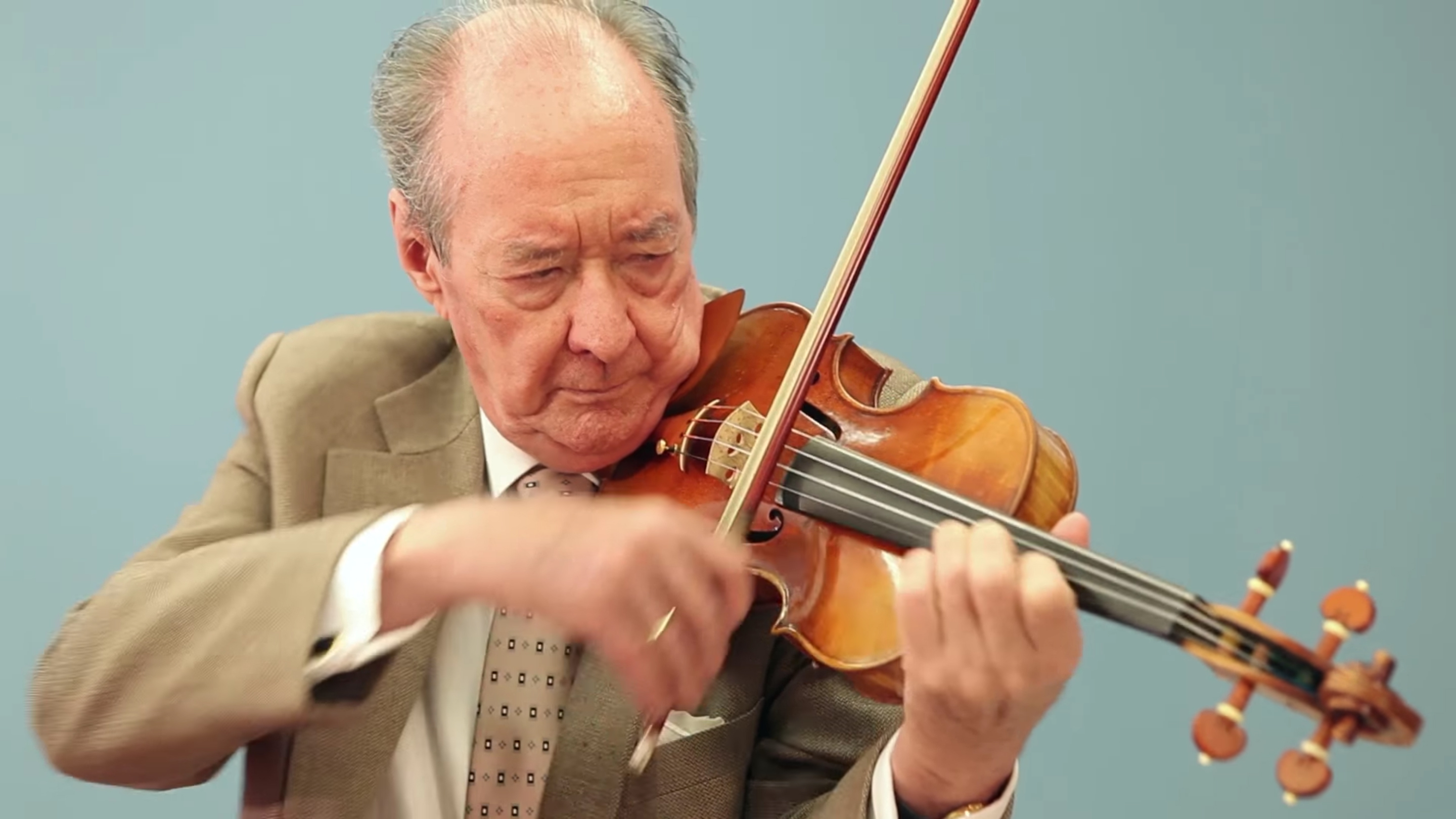
Озим выступал для G. Henle Verlag в 2013 году

Умер 23 марта 2024 года в Зальцбурге, Австрия в возрасте 92 лет.